# Brandenburgisches Literaturbüro

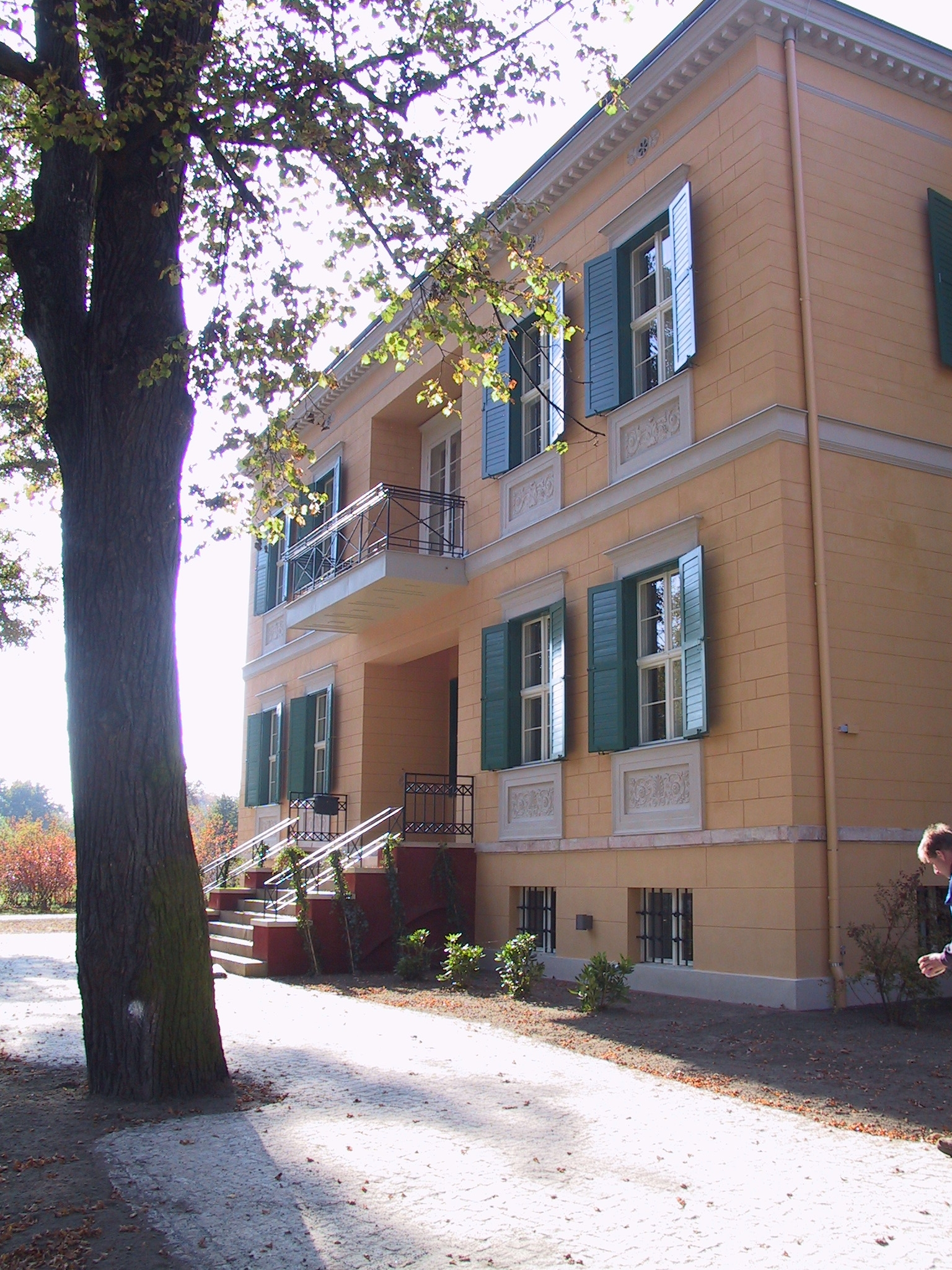
Villa Quandt auf dem Pfingstberg in Potsdam

Das Brandenburgische Literaturbüro unterstützt das Literaturschaffen im Land Brandenburg in seinen verschiedenen Formen durch Organisation von Lesungen, Präsentation von Ausstellungen und Herausgabe von Publikationen zur Literaturgeschichte der Region.
Das Literaturbüro wurde 1994 gegründet und hat seinen Sitz in Potsdam und operiert landesweit. Träger des Literaturbüros ist der Verein Brandenburgische Literaturlandschaft e.V. (Vorsitzender ist der Publizist Jürgen Israel). Er ist ein Förderverein für Literatur, kein Interessenverband von Autoren. Das Brandenburgische Literaturbüro wird durch das Ministerium für Wissenschaft, Forschung und Kultur des Landes Brandenburg gefördert. Im Oktober 2007 hat das Büro gemeinsam mit dem Theodor-Fontane-Archiv die Villa Quandt auf dem Pfingstberg bezogen.

## Lesungen
Jährlich finden etwa 50 bis 60 Lesungen in Zusammenarbeit mit Bibliotheken, Theatern, Verlagen, Buchhandlungen, Galerien und Museen an verschiedenen Orten im Land Brandenburg statt. In den vergangenen Jahren haben zahlreiche bedeutende Autoren auf Einladung des Literaturbüros in Brandenburg gelesen, darunter Louis Begley, Joachim Fest, Jewgeni Jewtuschenko, Czesław Miłosz, Cees Nooteboom u. a. m.

## Tafelrunde Sanssouci
Seit 2001 organisiert das Brandenburgische Literaturbüro in Potsdam die Veranstaltungsreihe Tafelrunde Sanssouci im Schloss Neue Kammern, zu der es prominente Gäste einlädt, um über Grundfragen der Zeit zu diskutieren. Zu Gast waren hier u. a. der Literaturnobelpreisträger Imre Kertész, Peter Wapnewski, Władysław Bartoszewski und Walter Kempowski.